# Exeristis catharia
Exeristis catharia là một loài bướm đêm trong họ Crambidae.